# Vollblüter

Vollblut

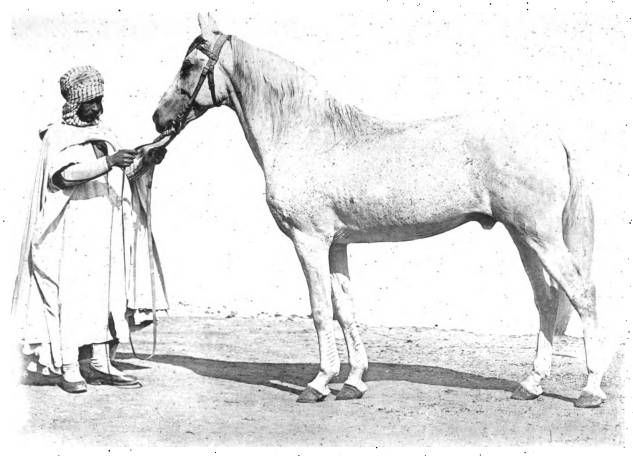
Berber, 1889

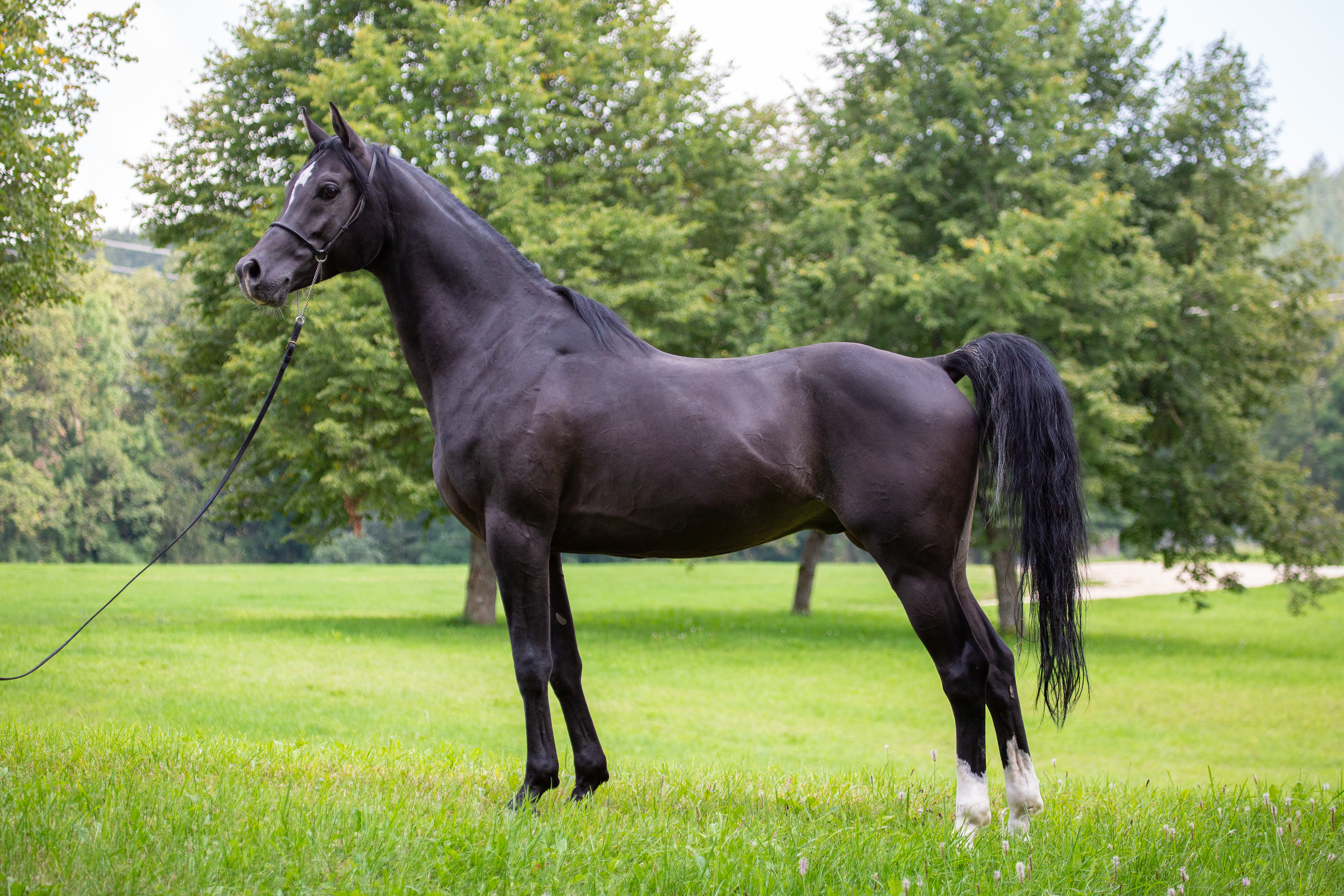
Vollblutaraber

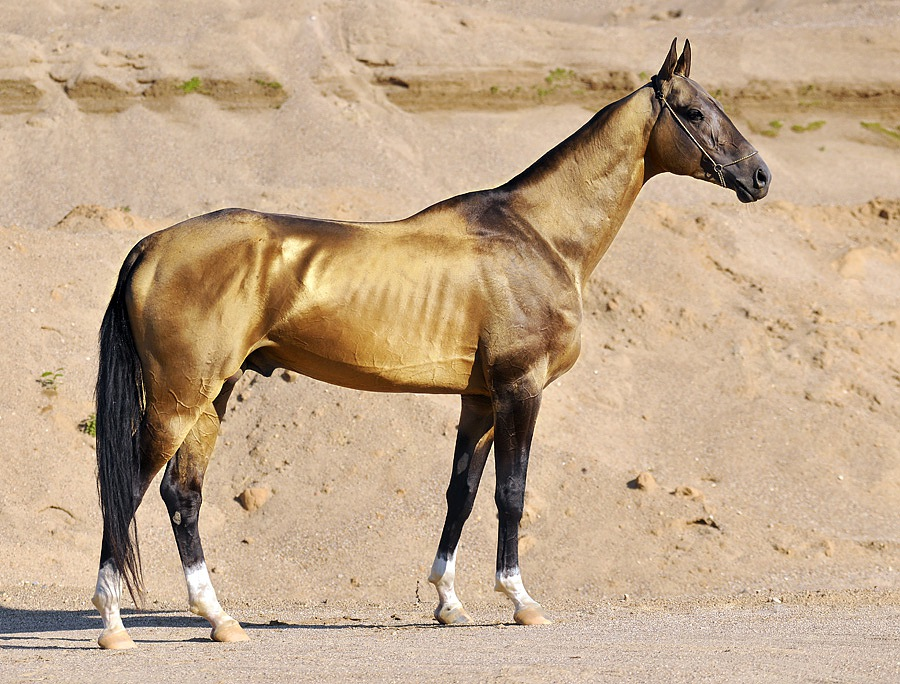
Achal-Tekkiner

Unter Vollblüter werden im engeren Sinn die Rassen Vollblutaraber, das englische Vollblut und Anglo-Araber verstanden. In Deutschland erhalten englische Vollblüter hinter dem Namen des Pferdes ein xx, Anglo-Araber ein x und Arabische Vollblüter ein ox.
Im weiteren Sinn sind mit Vollblüter orientalische Rassen gemeint, die von Nomadenstämmen durch jahrhundert- oder jahrtausendlange Zuchtauslese auf Ausdauer, Schnelligkeit und Härte gezüchtet wurden. Diese orientalischen Rassen haben wie der Vollblutaraber (Darley Arabian) für die Zuchtgeschichte des englischen Vollbluts eine große Bedeutung. Dazu gehören Berber (Godolphin Barb), Achal-Tekkiner und Turkmenen (Byerley Turk).

## Traber
Den Vollblütern ähnlich sind Traber-Rassen, die für Trabrennen gezüchtet werden.
- Der Orlow-Traber wurde Ende des 18. Jahrhunderts aus russischen Warmblutstuten und Arabischen Hengsten gezüchtet.
- Der American Standardbred wurde Ende des 19. Jahrhunderts aus dem Narragansett Pacer und englischem Vollblut gezüchtet.
- Die ersten Zuchtbücher für den Trotteur Français wurden 1897 eröffnet, er ist aus dem Anglo-Normannen und englischem Vollblut entstanden.
- Der Russische Traber entstand Anfang des 20. Jahrhunderts aus der Kreuzung des Orlow-Trabers und des American Standardbred, da der internationale Vergleich zeigte, dass der Orlow-Traber in Rennen schlechter abschnitt als das Standardbred.

## Halbblüter und Dreiviertelblüter
Halbblüter sind Pferde, bei denen ein Elternteil ein Vollblüter (in der Regel englisches Vollblut) ist. Der Vollblutanteil muss mindestens 50 % betragen.
Pferde, die drei Vollblut-Großeltern haben, werden als Dreiviertelblüter bezeichnet. Im Vielseitigkeitsreiten sind auch viele ⅞-Blüter im Einsatz mit sieben Vollblut-Urgroßeltern. Diese haben zwar Warmblut-Papiere, aber nicht mehr viel Ähnlichkeit mit einem Warmblüter.